# 劉菊仙
劉菊仙又叫劉菊山，清末谢家福虚构的北宋宋徽宗的妃嫔。
北宋时初封平國夫人，後為正三品婕妤。靖康之變時，她為金军俘虏，押到金国后送入洗衣院。